# 1616 год в музыке

## Родились[1]
- 28 февраля — Каспар Фёрстер[англ.], немецкий композитор, родился в Гданьске, Польша (ум. в 1673 г.);
- 6 марта — Малахий Зибенхаар, немецкий композитор, родился в Крейбице, Королевство Богемия (ум. 1685);
- 29 марта — Иоганн Эразм Киндерманн[англ.], немецкий композитор, родился в вольном имперском городе Нюрнберге, Священная Римская империя (ум. 1655);
- 19 мая — Иоганн Якоб Фробергер, немецкий певец, органист[англ.]* и композитор, крещён в Штутгарте, герцогство Вюртемберг (ум. 1667);
- 19 сентября — Жак де Сен-Люк[англ.], фламандский композитор и лютнист, крещенный в Ате, Голландская республика (ум. ок. 1710);
- 21 декабря — Пьетро Андреа Зиани, итальянский органист и композитор, родился в Венеции, Венецианская республика (ум. 1684).